# 邱相榤
邱 相榤（きゅう そうけつ、チュウ・シャンチー、英語: Chiu Hsiang-chieh、2002年11月11日 - ）は、台湾の男子バドミントン選手。

## 経歴
2022年から2023年まで、6歳年上の楊明哲とペアを組み、世界ランクは最高で37位まで到達。
2023年の台北オープンでは、林筱閔とのペアの混合ダブルスで銀メダルを獲得した。
2024年のジャパン・オープンから王齊麟とペアを組む。
ジャパンオープンでは、1回戦で世界ランク8位の保木卓朗 / 小林優吾を破る。